# Høgskavlen
Der Høgskavlen ist ein markanter und 2256 m hoher Berg mit abgeflachtem und schneebedeckten Gipfel im ostantarktischen Königin-Maud-Land. Er ragt unmittelbar nordöstlich des Domen im Borg-Massiv auf.
Norwegische Kartografen kartierten den Berg anhand geodätischer Vermessungen und Luftaufnahmen der Norwegisch-Britisch-Schwedischen Antarktisexpedition (1949–1952). Der norwegische Name bedeutet so viel wie „hohe Schneewechte“.